# Edith Sempala
Edith Grace Sempala, tidigare Bafakulera, född 28 december 1953, är en ugandisk civilingenjör, tjänsteman, diplomat och politisk aktivist, som är senior rådgivare vid Världsbanken sedan 2008. Hon var tidigare Ugandas representant i Norden, USA, Afrikanska unionen, Etiopien och Djibouti.